# UFC 151
UFC 151: Jones vs. Henderson（ユーエフシー・ワンフィフティワン：ジョーンズ・バーサス・ヘンダーソン）は、アメリカ合衆国の総合格闘技団体「UFC」の大会の一つ。2012年9月1日、ネバダ州ラスベガスのマンダレイ・ベイ・イベント・センターで開催予定であった。

## 大会概要
UFC世界ライトヘビー級タイトルマッチに出場予定だったダン・ヘンダーソンが怪我で欠場したため、チェール・ソネンが代役として選ばれたものの、ジョン・ジョーンズ側が直前の変更で十分な戦略が立てられない事を理由に対戦を拒否したため、大会自体が中止となった。

## 予定されていたカード
大会自体が消滅したため、予定されていた対戦カードは別大会で開催されることとなった。

### プレリミナリーカード
第1試合 ウェルター級ワンマッチ 5分3R
 カイル・ノーク vs.  チャーリー・ブレネマン
UFC 152: Jones vs. Belfortへ変更
第2試合 ライト級ワンマッチ 5分3R
 シェーン・ローラー vs.  ジェイコブ・ヴォルクマン
UFC on FX 5: Browne vs. Bigfootへ変更
第3試合 ライト級ワンマッチ 5分3R
 ダロン・クルックシャンク vs.  ヘンリー・マルチネス
UFC on FOX 5: Henderson vs. Diazへ変更
第4試合 ライト級ワンマッチ 5分3R
 ティム・ミーンズ vs.  アベル・トゥルジーロ
UFC on FOX 5: Henderson vs. Diazへ変更
第5試合 バンタム級ワンマッチ 5分3R
 水垣偉弥 vs.  ジェフ・ホウグランド
UFC on Fuel TV 6: Le vs. Franklinへ変更
第6試合 ライト級ワンマッチ 5分3R
 マイケル・ジョンソン vs.  ダニー・カスティーリョ
UFC on FX 5: Browne vs. Bigfootへ変更

### メインカード
第7試合 フライ級ワンマッチ 5分3R
 ジョン・リネカー vs.  漆谷康宏
UFC on Fuel TV 6: Le vs. Franklinへ変更
第8試合 ライト級ワンマッチ 5分3R
 デニス・ホールマン vs.  チアゴ・タバレス
UFC on FX 5: Browne vs. Bigfootへ変更
第9試合 フェザー級ワンマッチ 5分3R
 デニス・シヴァー vs.  エディ・ヤギン
UFC on FOX 5: Henderson vs. Diazへ変更
第10試合 ウェルター級ワンマッチ　5分3R
 ジェイク・エレンバーガー vs.  ジェイ・ヒエロン
UFC on FX 5: Browne vs. Bigfootへ変更
第11試合 UFC世界ライトヘビー級タイトルマッチ 5分5R
 ジョン・ジョーンズ vs.  ダン・ヘンダーソン
中止